# Miya Cech
Pour les articles homonymes, voir  Cech.
Miya Cech, née le 4 mars 2007 à Tokyo (Japon), est une actrice et mannequin américano-japonaise.
Miya Cech se fait connaître grâce au rôle de Zu dans le film Darkest Minds : Rébellion. Elle apparaît également dans les séries Hawaii 5-0, Arrow et Fais-moi peur !.

## Biographie

### Jeunesse
Bien que née au Japon, Miya Cech a passé ses premières années à Los Angeles, en Californie, où elle a déménagé avec ses parents américains après avoir été adoptée. Ainsi, elle a la nationalité japonaise et américaine. Elle a trois frères et sœurs, dont deux ont également été adoptés. Miya Cech a un frère, nommé Nikko J, et deux sœurs plus jeunes, nommées Emi Cech et Kai Marie Cech, qui est également actrice. Miya Cech fait actuellement ses études à domicile.

### Début de carrière
Avant de devenir actrice, Miya a commencé sa carrière de mannequin à l'âge de quatre ans, tandis que sa carrière d'actrice professionnelle a commencé en 2015. Elle a fait sa première apparition à la télévision comme la version jeune de Kono Kalakaua dans l'épisode intitulé « Mo'o 'olelo Pu » de la saison 5 de la série « Hawaii Five-0 », créée par Leonard Freeman. Au cours de la même année, elle a joué dans deux petits rôles, un enfant dans un épisode de la série comique Nickelodeon Les Thunderman et une petite fille dans un épisode de la série dramatique Amazon Prime Video Hand of God.
Miya Cech a finalement pris de l'importance avec son rôle de Zu dans le thriller dystopique de science-fiction Darkest Minds : Rébellion réalisé par Jennifer Yuh Nelson - le film est basé sur le roman pour jeunes adultes du même nom écrit par Alexandra Bracken. Il est sorti sur les écrans en août 2018 et bien qu'il ait été reconnu comme un flop commercial, il a quand même rapporté plus de 41 millions de dollars pour un budget de 34 millions de dollars et a propulsé la carrière de Miya Cech vers le haut.

## Filmographie

### Cinéma
- 2018 : Darkest Minds : Rébellion de Jennifer Yuh Nelson : Zu[1]
- 2019 : Always Be My Maybe de Nahnatchka Khan : Sasha, à l'âge de 12 ans
- 2019 : Le Bout du monde (Rim of the World) de McG : ZhenZhen
- 2021 : Marvelous and the Black Hole (en) de Kate Tsang : Sammy Ko
- 2022 : Dealing with Dad : Margaret
- 2022 : American Girl : Corinne Tan : Corinne Tan

### Télévision
- 2015 : Hawaii 5-0 : Kono Kalakaua jeune (saison 5, épisode 23)
- 2015 : Les Thunderman : une enfant
- 2015 : Hand of God : une petite fille
- 2016 : American Horror Story : Amy Chen (2 épisodes)
- 2017–2019 : American Housewife : Marigold (3 épisodes)
- 2019 : Arrow : Emiko jeune
- 2019 : Fais-moi peur ! : Akiko Yamato (3 épisodes)
- 2020–2021 : Les Astronautes : Samantha 'Samy' Sawyer-Wei (10 épisodes)
- 2022 : Surfside Girls : Jade (10 épisodes)

## Distinctions
Sauf indication contraire, les informations mentionnées dans cette section peuvent être confirmées par la base de données cinématographiques IMDb,  présente dans la section « Liens externes ».
Miya Cech est nommée pour la révélation de l'année aux National Film and Television Awards (USA) en 2019.